# Performance énergétique des bâtiments
Ce certificat pour les bâtiments, appliqué en Belgique, ne doit pas être confondu avec le Diagnostic de performance énergétique applicable en France, ni avec l'Étiquette-énergie des produits électriques et électroniques vendus dans l'Union européenne.
La performance énergétique des bâtiments dans le cadre de la Directive pour la performance énergétique des bâtiments (PEB) (Directive 2002/91/CE), plusieurs fois mise à jour jusqu'en 2024 et dans le contexte urgent de l’adaptation au changement climatique, est la quantité d'énergie la plus basse effectivement consommée ou estimée pour répondre aux différents besoins liés à une utilisation standardisée du bâtiment (ce qui peut inclure entre autres le chauffage, l'eau chaude, le système de refroidissement, la ventilation et l'éclairage).
Cette quantité est exprimée par un ou plusieurs indicateurs numériques résultant d'un calcul prenant en compte l'isolation, les caractéristiques techniques et les caractéristiques des installations, de la conception et de l'emplacement eu égard aux paramètres climatiques, à l'exposition solaire et à l'incidence des structures avoisinantes, de l'auto-production d'énergie et d'autres facteurs, y compris le climat intérieur, qui influencent la demande d'énergie.

## Contextes, enjeux, motivations
Les bâtiments ont une empreinte énergétique  très importante (ex : ils sont la source de 40 % de la consommation énergétique finale dans l'UE, et de 36 % des émissions de gaz  à effet de serre liées à l’énergie, et 75 % des bâtiments de l’Union sont toujours inefficaces sur le plan  énergétique. En 2024, selon la Commission européenne, « le chauffage des bâtiments au gaz naturel prédomine, représentant environ 39 % de la consommation  d’énergie servant au chauffage des locaux dans le secteur résidentiel. Le pétrole arrive en deuxième position parmi les  principaux combustibles fossiles utilisés pour le chauffage, soit 11 %, tandis que le charbon représente environ 3 % ». Améliorer la performance énergétique des bâtiments est donc un enjeu majeur, de même qu'utiliser des énergies renouvelables, pour le climat, la santé et la biodiversité, mais aussi pour réduire la précarité énergétique et la dépendance de l’Union aux énergies fossiles (plan REPowerEU...) notamment dans les  îles, les zones rurales et les collectivités hors réseau.
Les bâtiments sont en outre une source majeure d'émissions de gaz à effet de serre (directe et indirecte ; avant, pendant et après leur vie utile). Le projet d’un parc de bâtiments décarboné (à l’horizon 2050 dans l'UE) implique d'aussi tenir compte (progressivement) des émissions des bâtiments sur tout leur cycle de vie, dès la conception dans le cas des bâtiments neufs. Puis le bâtiment bien écoconçu, sera aussi modulable ou transformable à moindre cout (y compris énergétiques) et constituera un banque de matériaux, un réservoir de ressources pour de nombreuses décennies (...) La réduction au minimum des émissions de gaz à effet de serre sur tout le cycle de vie des bâtiments nécessite une 
utilisation efficace des ressources et la circularité. Elle peut être combinée à la conversion d’une partie du parc 
immobilier en puits de carbone temporaire.
En 2024, les bâtiments sont à l’origine d’environ la moitié des émissions primaires de particules fines (PM2,5) dans l’Union, responsables de décès et de maladies. Des bâtiments plus performants pollueront moins (conformément à la directive (UE) 2016/2284).

## Éléments de définition
Dans la suite du BBC, l'UE propose en 2024 « une nouvelle vision pour les bâtiments : le bâtiment à émissions nulles, présentant une demande énergétique très faible, ne générant sur place aucune émission de carbone provenant de combustibles fossiles et ne produisant aucune émission opérationnelle de gaz à effet de serre ou seulement de très faibles émissions. Tous les bâtiments neufs devraient être à émissions nulles d’ici à 2030, et les bâtiments existants devraient être transformés en bâtiments à émissions nulles d’ici à 2050 (...) [utilisant une ] énergie produite sur place ou à proximité à partir de sources renouvelables, tels que le solaire thermique, la géothermie, le solaire photovoltaïque, les pompes à chaleur, l’hydroélectricité et la biomasse, d’énergie renouvelables fournie par des communautés d’énergie renouvelable, de chauffage et de refroidissement urbains efficaces, ainsi que d’énergie issue de sources sans carbone. L’énergie issue de la combustion de combustibles renouvelables est considérée comme étant de l’énergie produite sur place à partir de sources renouvelables lorsque la combustion du combustible renouvelable a lieu sur place (...) pouvant contribuer à la flexibilité du côté de la demande, par exemple grâce à la gestion de la demande, au stockage électrique, au stockage thermique et à la production renouvelable distribuée, afin 
de soutenir un système énergétique plus fiable, plus durable et plus efficient. ».
Dans l'UE, la performance énergétique devrait être calculée selon « une méthode, pouvant être différenciée  d’un pays et d’une région à l’autre. Cette méthode devrait combiner des caractéristiques thermiques et d’autres  facteurs qui jouent un rôle de plus en plus important, tels que l’effet d’îlot thermique urbain, les installations de  chauffage et de climatisation, l’utilisation d’énergie provenant de sources renouvelables, les systèmes d’automatisation et de contrôle des bâtiments, la récupération de chaleur de l’air sortant ou des eaux usées, l’équilibrage du réseau,  les solutions intelligentes, le chauffage et le refroidissement passifs, l’occultation, la qualité de l’environnement  intérieur, une lumière naturelle suffisante et la conception du bâtiment. La méthode de calcul de la performance  énergétique des bâtiments devrait couvrir la performance énergétique du bâtiment sur toute l’année et pas  uniquement pendant la saison où le chauffage ou le refroidissement est nécessaire. Cette méthode devrait tenir  compte des normes européennes existantes. La méthode devrait permettre la représentation des conditions de  fonctionnement réelles et permettre l’utilisation d’énergie mesurée afin de vérifier l’exactitude et d’assurer la  comparabilité, et devrait être fondée sur des intervalles de calcul mensuels, horaires ou infra-horaires. Afin  d’encourager l’utilisation sur site d’énergie renouvelable, et en complément du cadre général commun, les États  membres devraient prendre les mesures nécessaires à cet effet pour que les bénéfices liés à la maximisation de  l’utilisation sur place des énergies renouvelables, y compris aux fins d’autres usages, tels que les points de recharge pour véhicules électriques, soient reconnus et pris en compte dans la méthode de calcul. ».
Les travaux et stratégies d'amélioration de la performance énergétique peuvent prendre place au moment de la construction, ou lors d'opération de réhabilitation/transformation/réaffectation, ou encore de reconstruction. Ils concernent l'échelle d'un bâtiment, de quartier voire de l'urbanisme.
En Belgique, il est obligatoire d'établir ce certificat PEB avant la mise en vente ou la mise en location d'un bien immobilier. À Bruxelles, le certificat PEB deviendra obligatoire à partir de 2025 pour tous les logements de la capitale. Par ailleurs, l'implémentation des travaux préconisés par le certificat PEB deviendront obligatoire à partir de 2030.
Cette quantité d'énergie peut inclure :
- le chauffage ;
- l'eau chaude ;
- le système de refroidissement éventuel ;
- la ventilation ;
- et l'éclairage.

Cette quantité, exprimée par un ou plusieurs indicateurs numériques, résulte d'un calcul tenant compte de :
- l'isolation ;
- des caractéristiques techniques et des caractéristiques des installations ;
- de la conception et de l'implantation, eu égard aux paramètres climatiques, à l'exposition solaire et à l'incidence des structures avoisinantes ;
- de l'auto production d'énergie ;
- d'autres facteurs, y compris le climat intérieur, qui influencent la demande d'énergie.

La performance énergétique des bâtiments intègre notamment :
1. les caractéristiques thermiques, notamment l'enveloppe et les subdivisions internes et l'étanchéité à l'air du bâtiment ;
2. les équipements de chauffage et d'approvisionnement en eau chaude, y compris leurs caractéristiques en matière d'isolation (l'eau chaude sanitaire est l'un des premiers postes de consommation d’énergie d'un bâtiment hautement performants. Ces calories ne sont généralement pas récupérée, mais elles peuvent l'être pour rentablement encore économiser de l’énergie)[8] ;
3. l'installation de climatisation ;
4. la ventilation, en ce compris la ventilation naturelle ;
5. l'implantation, la compacité et l'orientation du bâtiment, en ce compris le climat extérieur et
6. l'implantation au sein d'un groupe de bâtiments ;
7. les systèmes solaires passifs et la protection solaire ;
8. la qualité climatique intérieure, en ce compris le climat intérieur prévu ;
9. pour le secteur non résidentiel, l'éclairage naturel et l'installation d'éclairage intégrée.

Éventuellement sont également pris en compte :
1. les systèmes solaires actifs et autres systèmes de chauffage et de production d'électricité qui font appel aux sources d'énergie renouvelables ;
2. l'électricité et la chaleur produites par une installation de cogénération à haut rendement;
3. les systèmes de chauffage et de refroidissement urbains ou collectifs ;
4. l'éclairage naturel ;
5. les « nœuds constructifs » ponctuels ou linéaires (points ou lignes de jonction, où les risques de pont thermique sont plus élevés (acrotères, fondations, raccords aux fenêtres…).

Pour les stratégies à appliquer en matière d'efficience énergétique, ou pour l'application de la méthode de calcul, le bâtiment dans son ensemble ou les parties de bâtiment conçues ou modifiées pour être utilisées séparément sont classés selon les destinations, comme suit :
1. les habitations individuelles ;
2. les immeubles à appartements ;
3. les immeubles d'hébergement collectif ;
4. les immeubles de bureaux et de services, en ce compris les immeubles utilisés pour l'exercice d'une profession libérale ;
5. les bâtiments destinés à l'enseignement ;
6. les hôpitaux et cliniques ;
7. les bâtiments du secteur HORECA ;
8. les installations sportives ;
9. les bâtiments qui abritent les commerces ;
10. les autres types de bâtiments en fonction de la spécificité de leur consommation d'énergie.

## Autres définitions
- Le certificat PEB est un document qui décrit la situation réelle du bâtiment en indiquant le résultat du calcul de la performance énergétique, exprimé par un ou plusieurs indicateurs numériques ou alphabétiques.
- La déclaration PEB initiale est un document qui décrit les mesures à mettre en œuvre pour atteindre les exigences P.E.B. et qui comprend une estimation du résultat attendu du calcul de la P.E.B.
- La déclaration P.E.B. finale est un document qui décrit les mesures mises en œuvre afin de respecter les exigences P.E.B. et qui comprend le résultat du calcul de la performance énergétique du bâtiment.
- Niveau K : le niveau d’isolation thermique globale d’un bâtiment.
- Niveau Ew : le niveau de consommation d’énergie primaire.

## Réglementation
Pour tenir compte de l'Accord de Paris sur le climat (2015) ; pour répondre à la stratégie de la commission (2020) "pour une vague de 
rénovations" (annoncé dans le pacte vert pour l'Europe, visant notamment à « écologiser les bâtiments » et à « au moins doubler le taux annuel de rénovation énergétique des bâtiments d’ici à 2030 et de stimuler les rénovations en profondeur, de façon que 35 millions d’unités de bâtiment soient rénovées d’ici à 2030 (...) » ; pour mettre en œuvre l’initiative « Nouveau Bauhaus européen — Beau, durable, ensemble » telle que présentée dans la communication de la Commission du 15 septembre 2021, et en réponse à la mission européenne sur les villes intelligentes et neutres pour  le climat ; pour appliquer le règlement européen (UE) 2021/1119 qui consacre dans le droit de l’Union l’objectif de neutralité climatique à l’échelle de l’économie d’ici à 2050 au plus tard et établit pour l'UE « un engagement contraignant à réduire les émissions nettes de gaz à effet de serre (émissions après déduction des absorptions) d’au  moins 55 % d’ici à 2030 par rapport aux niveaux de 1990 ».
En avril 2024, la Directive (UE) 2024/1275 du 24 avril 2024 sur la performance énergétique des bâtiments abroge et complète la précédente, « en vue d’atteindre l'objectif de neutralité climatique d’ici 2050 au plus tard »
Les textes européens sont déclinés ou enrichis par les États-Membre et les Lands ou régions dans les États fédéraux. Par exemple, la Région wallonne dispose d'une nouvelle réglementation sur la Performance Énergétique des bâtiments en vigueur depuis le 1er septembre 2008. Ils portent notamment sur l'étiquetage énergétique

## Sources
- Directive 2002/91/CE
- Efficacité énergétique : performance énergétique des bâtiments. Synthèse directive 2002/91/CE du Parlement européen et du Conseil, du 16 décembre 2002, sur la performance énergétique des bâtiments. sur le site europa.eu
- Site de Bruxelles Environnement